# اتیقا
اتیقا (انگلیسی: Etiqa) شرکت بیمه مالزیایی است، که در سال ۲۰۰۷ تأسیس شد.